# Franck Gava
Franck Gava (ur. 3 lutego 1970 w Montargis) – francuski piłkarz grający na pozycji pomocnika.

## Kariera

### Kariera klubowa
Swoją karierę rozpoczął w 1987 roku w AS Nancy, a po pięciu latach przeszedł do Olympique Lyon. Po kolejnych pięciu latach trafił do klubu Paris Saint-Germain (PSG). Tam przez jeden sezon zagrał o wiele mniej meczów i zdobył mniej goli. Potem przeszedł do AS Monaco też tylko na sezon i na ostatni rok swojej kariery do Stade Rennes.

### Kariera reprezentacyjna
W reprezentacji Francji występował przez rok i brał udział w trzech meczach towarzyskich. Pierwszy raz zagrał 9 października 1996 w meczu z Turcją.

## Kluby
- 1986–1992 : AS Nancy (165 meczów, 19 bramek)
- 1992–1997 : Olympique Lyon (157 meczów, 29 bramek)
- 1997–1998 : Paris Saint-Germain F.C. (39 meczów, 4 bramki)
- 1998–1999 : AS Monaco (32 mecze, 4 bramki)
- 1999–2000 : Stade Rennes (18 meczów, 1 bramka)

## Sukcesy
- Zwycięzca Coupe de France w 1998 z PSG
- Zdobywca Coupe de la Ligue w 1998 z PSG
- Finalista Coupe de la Ligue w 1996 z Olympique Lyon
- Zwycięzca mistrzostwa Francji w 1990 z AS Nancy